# Живка Срдановић
Живка Срдановић (Крушевац, 22. септембар 1893 — Кикинда, 1984) била је српска и југословенска позоришна глумица. У периоду између два светска рата била је првакиња драме у тада новооснованом Народном позоришту краљ Александар Први у Скопљу, чији је управник био Бранислав Нушић.

## Биографија
Живка Срдановић рођена је као Живка Тодоровић, 22. септембра (по старом календару) 1893. године у Крушевцу, као четврто дете у породици телеграфисте Душана Тодоровића и његове супруге Марије.
У Крушевцу је завршила 5 разреда гимназије и кренула очевим стопама, започевши поштанско-телеграфски курс у Београду. Међутим, убрзо је напустила школовање и обрела се у Сремској Митровици, где се удала за младог глумца и редитеља, Крагујевчанина Јосифа Срдановића, са којим је имала сина Растка. На једној Јосифовој фотографији може се видети да је он 1910. године боравио у Крушевцу. У Митровици је први пут ступила на позоришну сцену, 23. априла 1910.
Наредних година, заједно са супругом Јосифом, наступа по разним сценама широм Србије и Војводине, све до завршетка Првог светског рата. Године 1919. заједно са супругом, добила је ангажман у новооснованом Народном позоришту краљ Александар Први у Скопљу, чији је управник био Бранислав Нушић. На македонској сцени достигла је статус првакиње драме и остварила се у многим великим женским улогама.
По избијању Другог светског рата глумачки и брачни пар Срдановић одлази у Ниш, где добијају ангажман у Градском повлашћеном позоришту (данашње Народно позориште у Нишу) и ту остају до пензионисања.
Живка Срдановић умрла је у Кикинди, у 90. години.

## Позоришна каријера
Позоришну каријеру Живка Срдановић започела је уз свог мужа, у Позоришном друштву Ђокице Протића. Са овом трупом је у току прве године бављења глумом обишла Срем, Босну и Херцеговину. Касније су супружници прешли у трупу Михаила Лазића, а после тога играју на сценама више позоришта широм Војводине и Србије. Први светски рат затекао их је у Позоришту Стерија Поповић у Вршцу. Успон у каријери Живке Срдановић  почиње 1919. године када, одмах по ослобођењу, заједно са супругом добија ангажман у новооснованом Народном позоришту у Скопљу, чији је управник био Бранислав Нушић. На македонској сцени постала је првакиња драме, а гостовала је и на другим позоришним сценама у тадашњој Југославији. Одмах по избијању Другог светског рата Срдановићи одлазе у Ниш, где добијају ангажман у данашњем Народном позоришту и ту остају до пензионисања.

### Каријера у Народном позоришту у Скопљу
У скопском позоришту Живка Срдановић је у пуној мери изразила своје глумачке способности. Највише уметничких остварења постигла је у улогама трагичарке, а највише се истакла у националном репертоару и као интерпретаторка многих тешких женских улога у најзначајнијим делима стране драмске литературе.

Била изузетно емотивна глумица, јако изражене уметничке индивидуалности, врло топла, непосредна, снажна у драмској евокацији, увек надахнута и полетна, са чистом дикцијом, мелодијски врло пријатном, помало и одмерено патетичном. Она је дуго на скопској сцени тумачила сложени драмски и трагични репертоар са импозантном стваралачком снагом и надахнутом игром достојном дивљења. За њу је Раде Драинац написао: 
Велики репертоар тумачила је са ретким заносом и сналажењем.

### Значајније улоге у МНП
- Мајка Југовића (Смрт мајке Југовића, Иво Војновић)
- Мајка и Јела (Еквиноцијо, Иво Војновић)
- Гордана (Вртлог, Владимир Велмар-Јанковић)
- Љубица и Живана (Ђидо, Јанко Веселиновић и Драгомир Брзак)
- Олга (Голгота, Миливој Предић)
- Даница (Балканска царица, Никола I Петровић Његош)
- Мајка и Боја (Кнез Иво од Семберије, Бранислав Нушић)
- Јевросима (Максим Црнојевић, Лаза Костић)
- Бојана (Немања, Јован Суботић)
- Мајка (Преко мртвих, Душан С. Николајевић)
- Хасанагиница (Хасанагиница, Милан Огризовић)
- Стана (Пуковник Јелић, Миливој Предић)
- Дарија (Љубав, Игњатиј Николајевич Потапенко)
- Нора (Нора, Хенрик Ибзен)
- Магда (Завичај, Херман Судерман)
- Тоска (Тоска, Викторијен Сарду)
- Вештица (Вештица, Викторијен Сарду)
- Дебора (Дебора, Саломон Херман фон Мозентал)
- Антигона (Антигона, Софокле)
- Електра (Електра, Софокле)
- Јокаста (Краљ Едип, Софокле)
- Електра (Електра, Еурипид)
- Краљица Гертруда (Хамлет, Вилијам Шекспир)
- Дездемона (Отело, В. Шекспир)
- Порција (Млетачки трговац, В. Шекспир)
- Варја (Вишњик, Антон Павлович Чехов)
- Маргарета Готје (Госпођа с камелијама, Александар Дима Син)
- Симона (Симона, Ежен Брије)[5]

## Награде и признања
Поводом 25 година глумачког рада Живке Срдановић у Народном позоришту у Скопљу је 10. априла 1935. године организована прослава. Прославу је припремио специјални одбор који су сачињавали: Драгослав Ђорђевић, бан Вардарске бановине, његов заменик, градоначелник Скопља Јосиф Михајловић и градоначелник Крушевца, затим више високих државних службеника, професора и директора скопских школа, као и Бранислав Нушић, некадашњи управник Народног позоришта у Скопљу и Брана Војиновић, тадашњи управник Народног позоришта у Београду.
Поред бројних других признања, Живка Срдановић је 1936. године одликована Орденом Светог Саве 5. реда.